# Mosteiro de São Martinho Pinário
O Mosteiro de São Martinho Pinário (em galego: Mosteiro de San Martiño Pinario; em castelhano: Monasterio de San Martín Pinario) é um mosteiro beneditino na cidade de Santiago de Compostela, Galiza, noroeste de Espanha. Situa-se na Praça da Imaculada, em frente à fachada norte (da Acibecharía) da catedral e ocupa uma área de 22 000 m².
A igreja primitiva foi consagrada em 1102 pelo arcebispo Gelmires, mas pouco resta dessa época, pois praticamente tudo foi reedificado a partir do século XVI. No edifício misturam-se elementos renascentistas, barrocos e neoclássicos.
A partir do século XVI, com reforma promovida pelos Reis Católicos, o mosteiro dirigiu e governou todos os mosteiros masculinos da Galiza. Desde o século XIX que ali funciona o Seminário Maior. Atualmente também ali estão instaladas as faculdades de teologia e trabalho social da Universidade de Santiago de Compostela, a sede do Instituto Teológico Compostelano e o Arquivo Histórico Diocesano de Santiago de Compostela.

## História
O mosteiro teve na sua origem um oratório dedicado a Santa Maria denominado da Corticela, que foi derrubado em finais do século IX, à exceção da capela, que atualmente faz parte da catedral de Santiago, quando o rei Afonso III, o Magno e o bispo Sisnando iniciaram as obras da nova catedral. O mosteiro foi construído em 899 e para ele foram transferidos os monges beneditinos do antigo oratório. Este primeiro mosteiro foi a seguir substituído por outro cenóbio cuja igreja foi consagrada em 1102 pelo bispo Gelmires.
Ao longo da Idade Média o mosteiro cresceu de tal forma que nos finais do século XV se tornou o mais rico e poderoso da Galiza. Isto levou a que fosse reconstruído quase por completo a partir do século XVI. A partir de então passou a ter na sua dependência a maioria dos mosteiros masculinos da galegos. Com a desamortização em  1835, passou a ter várias outras funções; a partir de 1868 passou a ser o seminário maior da arquidiocese compostelana.

## Arquitetura

### Fachada
A monumental fachada principal está orientada a sul e tem à sua frente jardins que constituem a Praça da Imaculada. Foi desenhada por Gabriel de las Casas e começou a ser construída pelo mestre González Araujo, sendo terminada por Fernando de Casas Novoa em 1738. É constituída por cinco pavilhões, com quatro grande colunas dóricas na parte central, que suportam um entablamento com pináculos. Sobre a porta há uma imagem de São Bento e um grande escudo de Espanha. São Martinho de Tours culmina o conjunto no alto do mesmo com a sua representação mais clássica: a cavalo e rasgando a sua capa para abrigar um mendigo. Em frente à entrada há uma escadaria tripla em pedra.

### Igreja

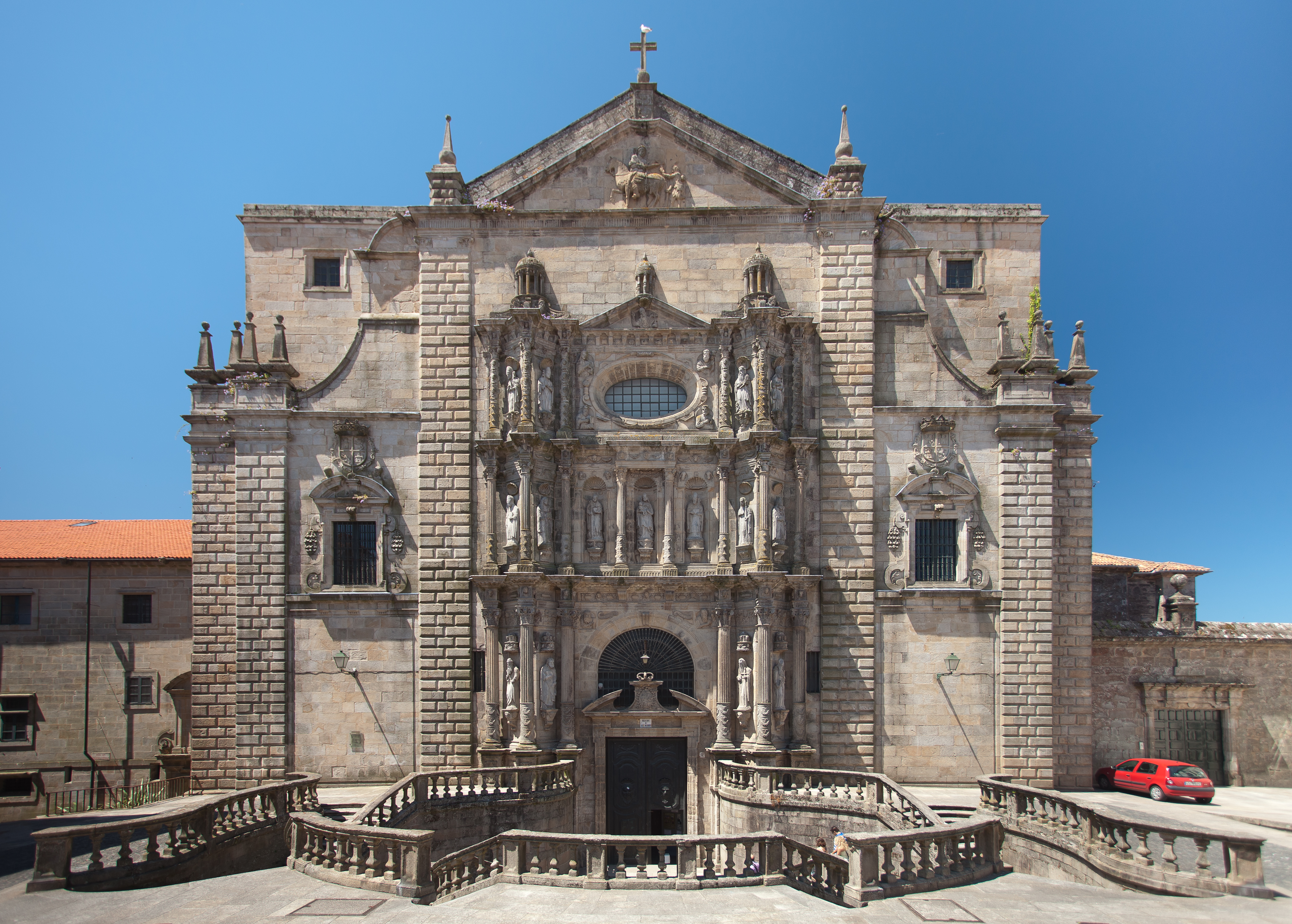
Fachada da igreja

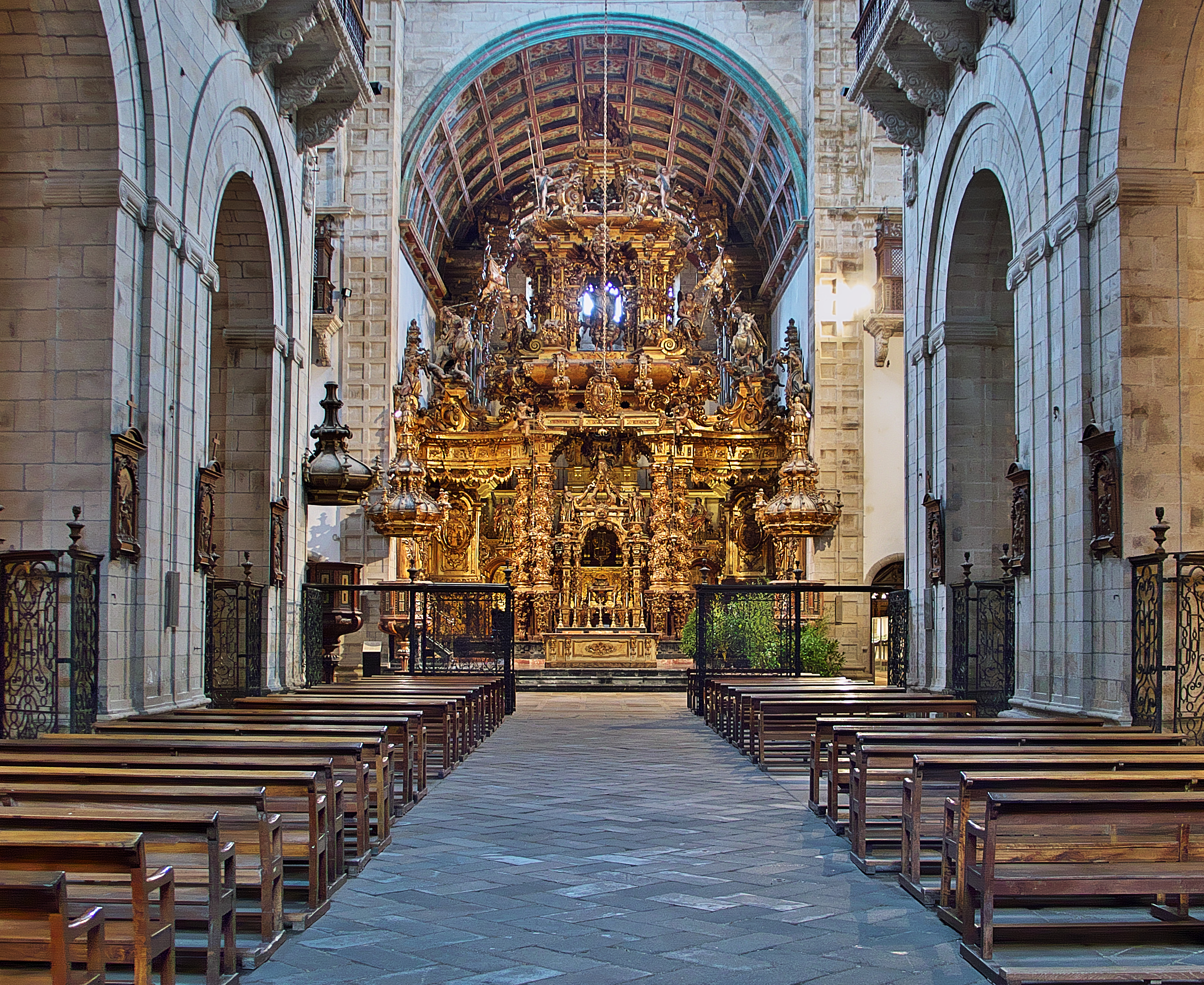
Interior da igreja com o retábulo do altar-mor ao fundo

A construção da igreja, projetada por Mateo López y González de Araújo, foi iniciada em 1590 e terminou entre 1645 e 1652. De grandes dimensões, prima pelo seu estilo sóbrio classicista. A fachada situa-se no lado oriental (direito), na parte mais baixa da praça com o nome do mosteiro, grande parte da qual é ocupada pela ampla escadaria que dá acesso à igreja.
A igreja tem uma nave longitudinal, coberta com uma abóbada de berço com caixotões falsos. As paredes da nave central articulam-se sobre uma estrutura de arcos duplos apoiados sobre pilastras jónicas, à semelhança do que se observa nas igrejas portuguesas de Amarante ou Ponte de Lima. A planta é em cruz latina, com capelas laterais que dão ao conjunto a forma de um grande retângulo. Na nave abrem-se seis capelas laterais que comunicam entre si e têm o mesmo tipo de abóbada da nave. Nas capelas há retábulos do século XVIII com esculturas de Ferreiro e Silveira, entre outros. O cruzeiro é iluminado por intermédio de uma cúpula semi-esférica, a mais alta da Galiza; foi desenhada por Bartolomé Fernández Lechuga e terminada em 1626, seguindo o modelo da primeira grande cúpula renascentista espanhola, a da Catedral de Granada, obra de Diego de Siloé, que seguiu a tipologia florentina do século XV.

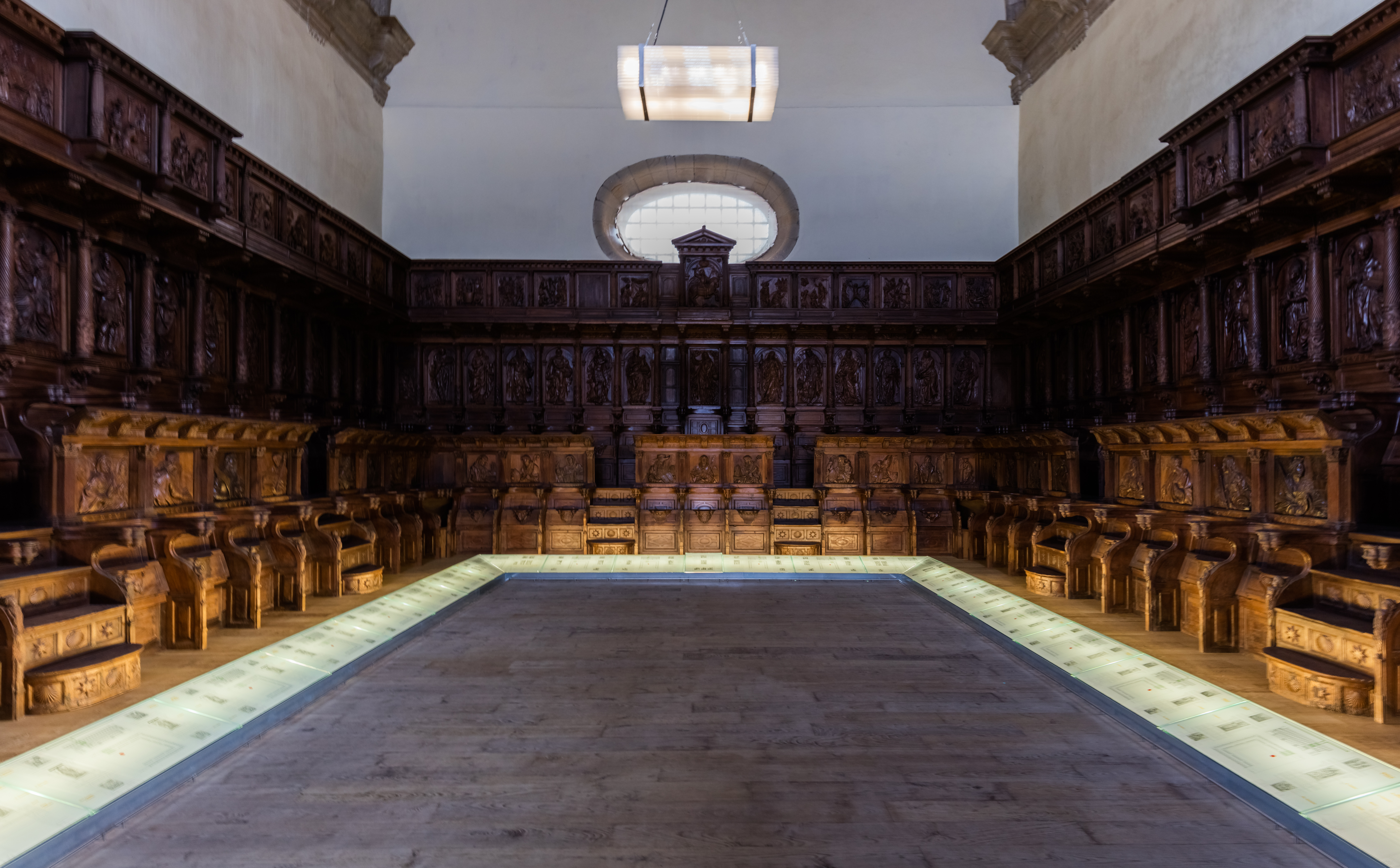
Antigo coro da catedral

O cadeiral do coro, de estilo barroco, é uma obra de Mateo de Prado, realizada entre 1639 e 1647. Os balcões, igualmente barrocos, que sustentam o coro são da autoria de Frei Tomás Alonso, que também desenhou a escadaria do claustro. O retábulo do altar-mor, realizado entre 1730 e 1733, é da autoria de Fernando de Casas Novoa e de Miguel de Romay. Com duas faces, a posterior é em madeira polida. Apresenta representações da Coroação da Virgem, São Martinho a cavalo, o Apóstolo Santiago e Santo Emiliano da Cogolla. O retábulo e a Capela do Socorro na mesma igreja, outra obra de Casas Novoa, constituen um dos conjuntos mais requintados do barroco a nível espanhol e internacional.[carece de fontes?]

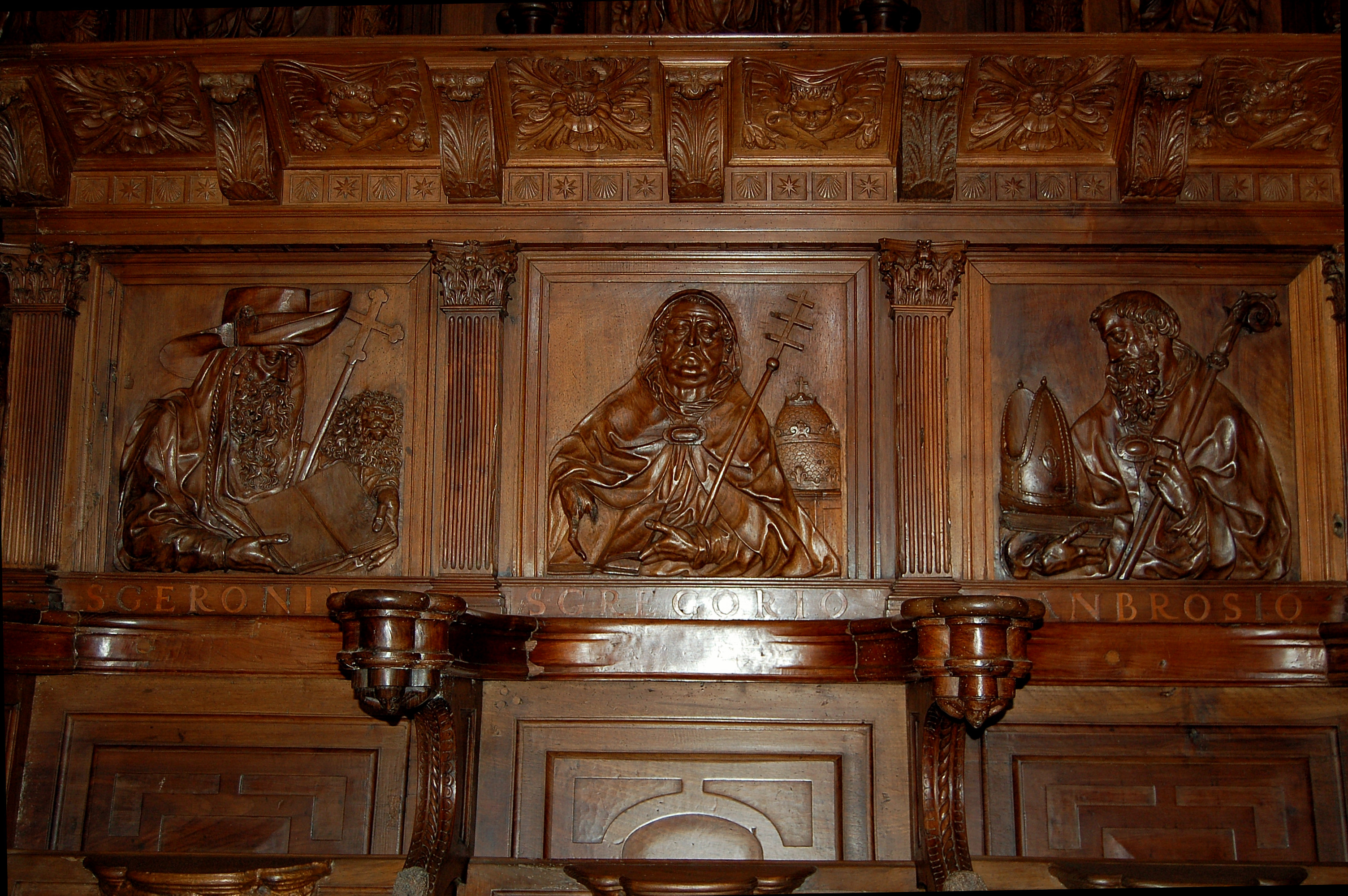
Detalhe do antigo coro da catedral

A fachada, cuja construção foi iniciada em 1598 e terminada em 1645, é uma obra do português Mateus Lopes. Apresenta reminiscências platerescas e tem uma estrutura de retábulo, dividida em três partes com colunas coríntias, onde estão presentes as figuras da Virgem com o Menino e vários santos abades beneditinos. O Pai Eterno preside o o frontão triangular e, como na fachada do mosteiro, São Martinho  a cavalo culmina o alto da fachada.

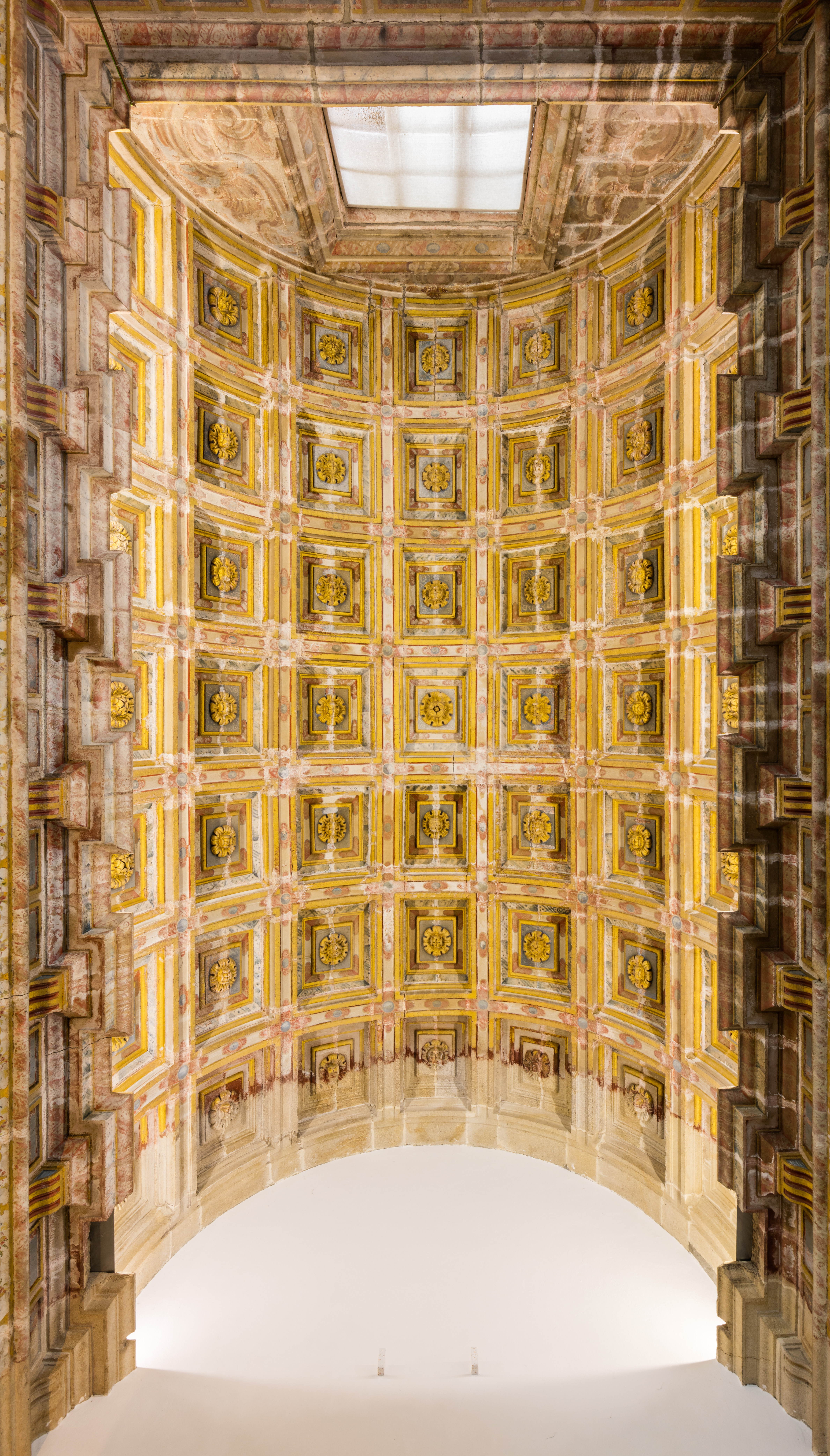
Teto de uma capela no mosteiro

Uma parte do edifício foi convertida num museu de arte religiosa, ao qual se acede pela porta da Igreja de São Martinho, que é um dos mais importantes do seu género na Galiza. Além do templo propriamente dito, podem visitar-se a statio (antessacristia), a sacristia, a antiga tipografia, a botica, a capela das relíquias (theca) e o antigo coro renascentista da catedral de Santiago, bem como diversas coleções de ourivesaria, peças de marfim e trajes litúrgicos. Pode também visitar-se o oratório de São Filipe Néri.

### Claustros
O mosteiro tem dois claustros. O maior, no lado oriental (direito), dito processional, foi construído a partir de 1636, segundo o projeto classicista de Bartolomé Fernández Lechuga. As obras foram continuadas por José de Peña de Toro e Casas Novoa, que o terminou em 1743. De planta quadrada e dois andares de colunas dóricas que suportam arcos de meio ponto no andar inferior e varandas no andar de cima. No centro há uma fonte barroca, realizada por Casas e Novoa em 1747.